# Departamento Doctor Manuel Belgrano

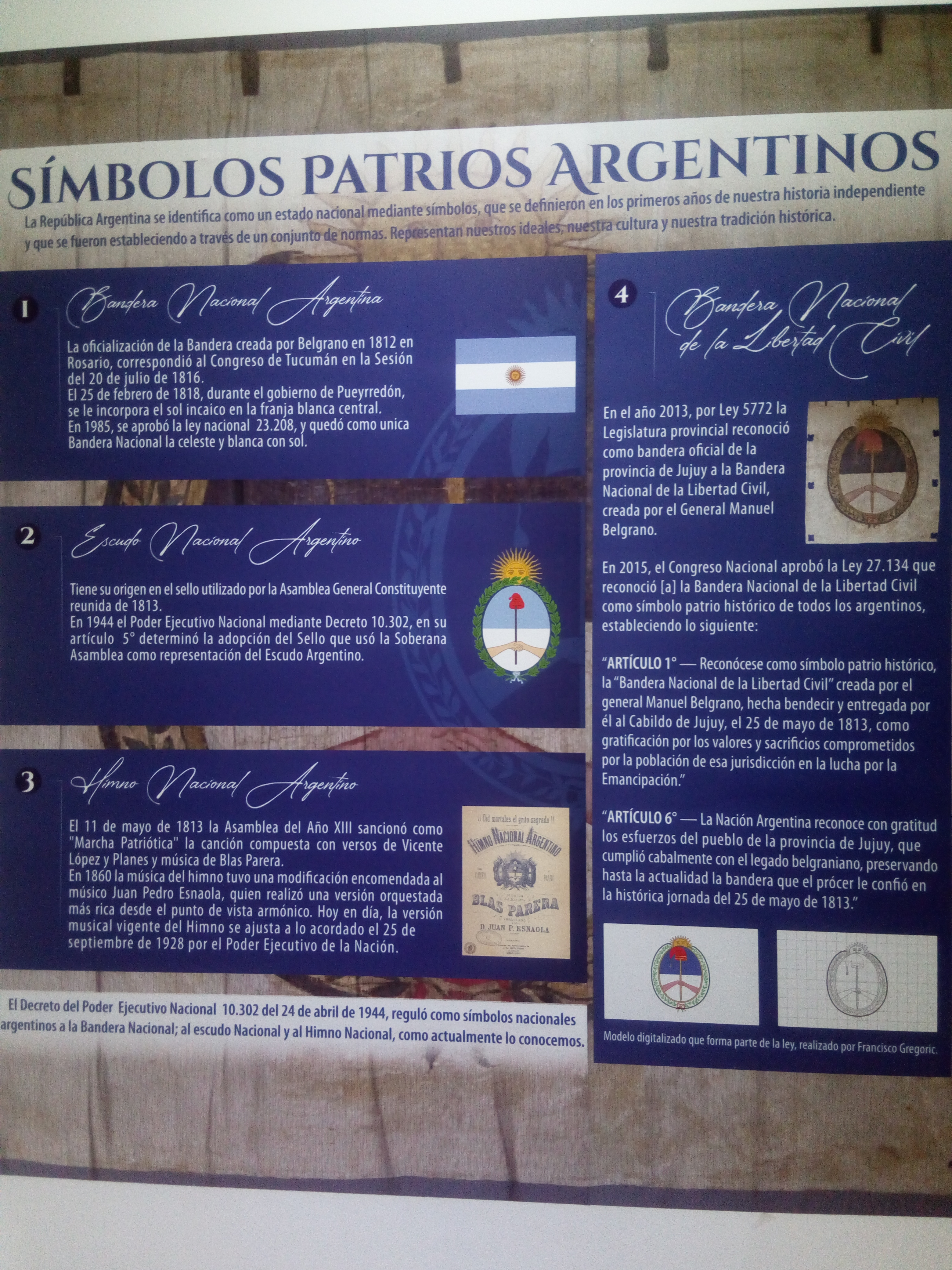
Símbolos patrios de todos los Argentinos

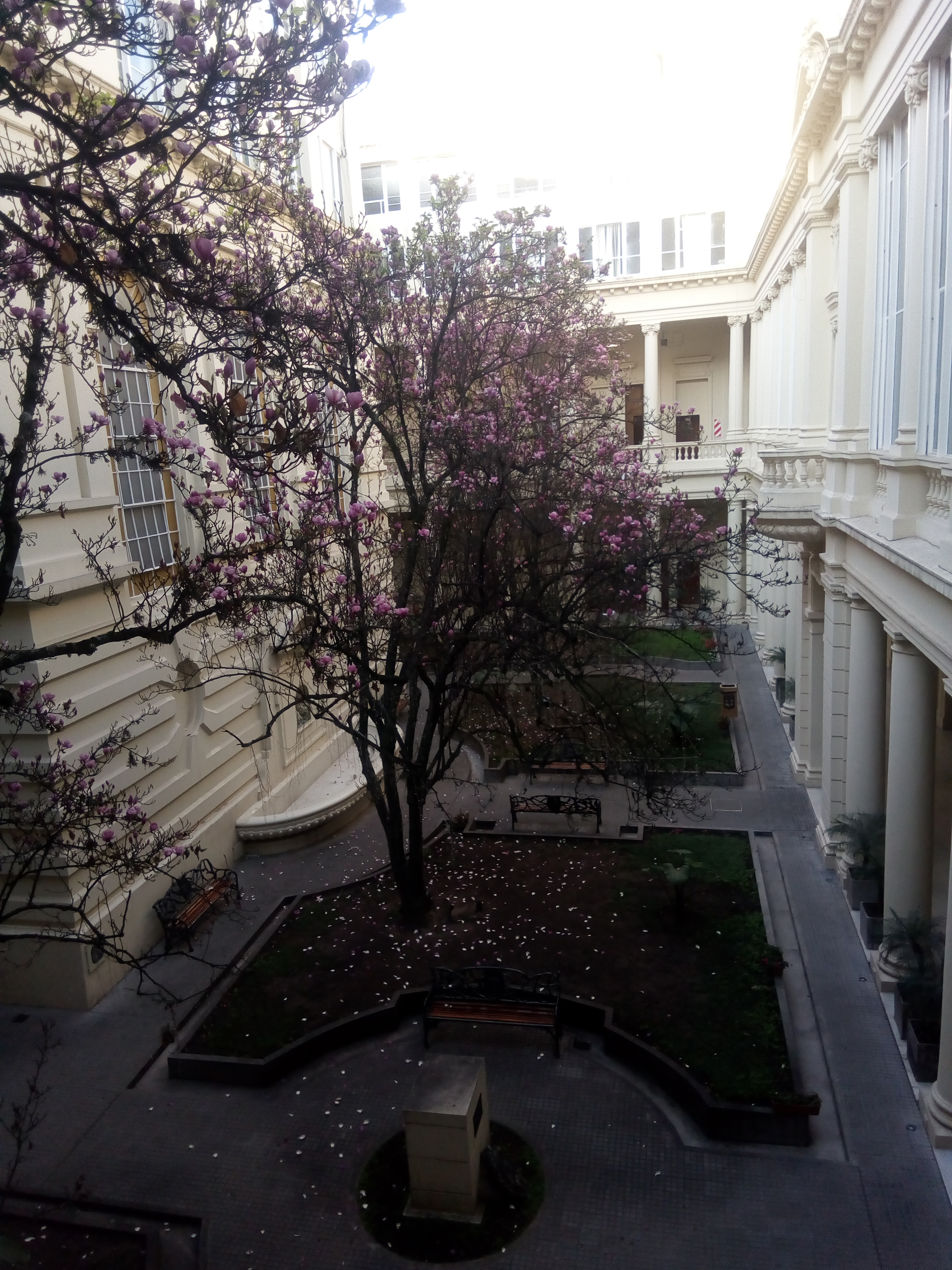
Patio de la Casa de Gobierno

Doctor Manuel Belgrano es un departamento en la provincia de Jujuy (Argentina). En el departamento Doctor Manuel Belgrano se encuentra San Salvador de Jujuy, la capital provincial. También forman parte del departamento la localidad de Yala muy conocida por sus termas y sus parques. El resto de las localidades se dedican, básicamente, a la agricultura y ganadería.

## Toponimia
Su epónimo es el prócer  de las Provincias Unidas del Río de la Plata o Argentina, el general Manuel Belgrano.

## Superficie, límites y accesos
El departamento tiene una superficie de 1917 km². Limita al oeste con la provincia de Salta, al sur con el departamento San Antonio, al este con los departamentos Palpalá y Ledesma y al norte con el departamento Tumbaya.
La principal vía de acceso es la RN 9, que atraviesa el departamento en su totalidad y en cercanías de la cual se ubican la mayor parte de las localidades. También la RN 66, que une la ciudad de San Salvador de Jujuy con la RN 34.

## Población
Contó con 265 249 habitantes (Indec, 2010), lo que representó un incremento del 11.44% frente a los 238 012 habitantes (Indec, 2001) del censo anterior. Este incremento fue similar al 10% calculado para el total de población de la provincia de Jujuy en el mismo período.
Para el censo 2022 el departamento registró 320 990 habitantes. Esto representó un aumento en la cantidad de personas del 21%.Estos datos le valieron ser el departamento con población y densidad de la provincia.
| Gráfica de evolución demográfica de Departamento Doctor Manuel Belgrano entre 1991 y 2022 |
|                                                                                           |
| Fuente: Censos nacionales del INDEC                                                       |

## Localidades
El conglomerado urbano Gran San Salvador de Jujuy concentra la mayor parte de la población. El departamento Doctor Manuel Belgrano incluye otras localidades, algunas de ellas muy pequeñas.
- La Almona	34 hab.
- Ocloyas	82 hab.
- Los Nogales 176 hab.
- Guerrero	421 hab.
- León	431 hab.
- San Pablo de Reyes	664 hab.
- Yala 1083 hab.
- Lozano 1139 hab.
- San Salvador de Jujuy 265 249 hab.

### Parajes
- Termas de Reyes

## Educación y salud
El departamento cuenta con la mayor oferta educativa de la provincia. Según datos oficiales, en el año 2011 el departamento contaba con un total de 187 establecimientos públicos, 97 privados y 6 de gestión cooperativa o social, que atienden los requerimientos de niños y jóvenes desde el jardín maternal hasta la etapa posterior al nivel secundario.
El departamento cuenta con algo más de 40 establecimientos de atención en salud, incluyendo laboratorios y centros de atención primaria, estos últimos en general ubicados en las localidades pequeñas o en los barrios más alejados de la zona céntrica de la ciudad de San Salvador de Jujuy.

## Áreas naturales protegidas
En cercanías a la localidad de Yala se encuentra el parque provincial Potrero de Yala, que preserva una superficie de 4300 ha, de especial por sus características ecológicas y paisajísticas.

El parque es parte de la zona núcleo de la extensa superficie de la reserva de biosfera de las Yungas, que se abarca una porción importante de territorio salteño y cuyo sector en el departamento se conoce como Reserva de Biosfera Yungas-2.

## Sismicidad
La sismicidad del área de Jujuy es frecuente y de intensidad baja, y un silencio sísmico de terremotos medios a graves cada 40 años.
- Sismo de 1863: aunque dicha actividad geológica catastrófica, ocurre desde épocas prehistóricas, el terremoto del 4 de enero de 1863 (162 años),[14] señaló un hito importante dentro de la historia de eventos sísmicos jujeños, con 6.4 Richter.[13]
- Sismo de 1948: el 25 de agosto de 1848 (176 años) con 7.0 Richter, el cual destruyó edificaciones y abrió numerosas grietas en inmensas zonas[14][13]
- Sismo de 2011: el 6 de octubre de 2011 (13 años) con 6.2 Richter, produjo rotura de vidrios y mampostería.[13]

## Fiestas patronales
Existen varias fiestas patronales en la provincia de Jujuy, en el departamento Manuel Belgrano. Una de ellas es la fiesta de la virgen del Rosario.